# Pigua Zhang
Pigua Zhang (劈掛拳), piguaquan eller endast pigua, är en kinesisk kampsport eller stridskonst inom kungfu. Karaktäristiskt för stilen är att den inte är närstridsbetonad, att den är explosiv och att den använder öppna handflator. Pigua zhang betyder ungefär översatt hackande-hängande-handflata där ordet hängande menas i bemärkelsen hängande från en krok. Stilen har sitt ursprung i Cangzhouprovinsen i norra Kina men har fått spridning och fäste i till exempel Taiwan. Pigua zhang tränas ofta tillsammans med bajiquan som till skillnad från pigua fokuserar mer på höftrörelser. Pigua använder istället stora svepande rörelser för att generera fart genom höften och få kraftfulla slag. Rörelserna är svepande på så vis att armarna är elastiska och används som piskor. Stilen är inte uttalat vare sig offensiv eller defensiv utan fokuserar mer på momentum och flow som i sin tur får avgöra huruvida striden blir offensiv eller defensiv.

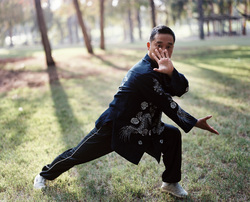
Pigua Zhangs stora svepande rörelser och öppna handflator

## Klassiska principer
Tunga händer - Händerna och armarna ska vara avslappnade för att låta gravitationen skapa momentum.
Stor öppning, stor stängning, stor delning, stor hängning - De öppnande och stängande rörelserna sker om vartannat samtidigt som kroppen görs så stor som möjligt. Delningen och hängningen används för att använda motståndarens momentum emot denne själv.
Våldsamt stigande, hårt fallande - Kroppens massa används i piskliknande rörelser.
Sök och spåra - Händerna ska hela tiden försöka ha kontakt med fienden.
Rotation - Kroppen roterar likt en bolanggutrumma som får armarna att slå lealöst fram och tillbaka.

## Kritik mot Pigua Zhang
Pigua zhang får ibland kritik för att vara en opraktisk eller oanvändbar kampsportsstil på grund av sina öppna rörelser. Utövare menar dock att stilen istället kompenserar med att vara enklare att behärska.

## Pigua Zhang i populärkultur
Scorpion och Hotaru i tv-spelet Mortal Kombat använder pigua zhang. Likaså använder Ling Xiaoyu från tv-spelet Tekken sig av stilen.